# North Hayling
North Haling – wieś w Anglii, w hrabstwie Hampshire, w dystrykcie Havant, na wyspie Hayling. Leży 3 km od miasta Havant. W 1931 roku civil parish liczyła 770 mieszkańców.